# Lars Knutson Liestøl
Lars Knutson Liestøl, född 13 juni 1839, död 15 december 1912, var en norsk politiker.
Liestøl arbetade sig upp från vaktpojke till kronolänsman och hemmansägare och blev småingom en av Norges främsta politiker. Han var stortingsman för Venstre som anhängare av landsmålsrörelsen 1874-88, 1898-1903 och 1906-12; var odelstingspresident 1900-03 och 1906-12 samt statsråd och chef för inrikes- och revisionsdepartementet i Sverdrup-Stangs 1888-89.